# Landolphia micrantha
Landolphia micrantha är en oleanderväxtart som först beskrevs av Auguste Jean Baptiste Chevalier, och fick sitt nu gällande namn av Marcel Pichon. Landolphia micrantha ingår i släktet Landolphia och familjen oleanderväxter. Inga underarter finns listade i Catalogue of Life.